# ابوذر ورداسبی
ابوذر ورداسبی (۱۳۲۸ – مرداد ۱۳۶۷) محقق و نویسندهٔ ایرانی بود. او همچنین از اعضای سازمان مجاهدین خلق ایران بود.

## زندگی
ابوذر ورداسبی در سال ۱۳۲۸ در منطقه جویبار قائمشهر در استان مازندران در خانواده‌ای تهیدست و زحمتکش به دنیا آمد. پدرش سلمان ورداسبی، قهوه‌خانه‌ای کوچک داشت و به علت پشتیبانی از نخست‌وزیری محمد مصدق دو سال زندانی شده بود.
ورداسبی دوران کودکی را در محله باقرای مازندران به تحصیل پرداخت و تحصیلات دوره دبیرستان را در تهران ادامه داد. وی فعالیت‌های سیاسی خود را از سال ۱۳۴۶ و هنگامی که در دانشگاه تهران دانشجوی رشته حقوق بود، آغاز کرد. او در اردیبهشت ۱۳۵۰ دستگیر شد و یک سال در زندان بود. او از همان سال‌ها به گروه مجاهدین خلق پیوست و مبارزه مسلحانه را در پیش گرفت. در سال ۱۳۵۳ هنگام دستگیری، به‌شدت مجروح شد و در ساواک تحت شکنجه قرار گرفت. در سال ۱۳۵۶ از زندان آزاد شد و به تألیف چند کتاب پرداخت. او با هیئت تحریریه انتشارات قلم همکاری داشت. بعد از انقلاب ۱۳۵۷ در یک دوره به همراه دکتر احمد طباطبایی که نخستین استاندار مازندران بعد از سقوط شاه بود، اقدامهایی در کمک به کشاورزان شمال انجام داد. در سال ۱۳۵۹ کاندیدای نمایندگی مجلس از قائمشهر بود. در سال ۱۳۶۵ به عراق رفت و در سال ۱۳۶۷ او و همسرش در عملیات فروغ جاویدان کشته شدند. همسرش فاطمه فرشچیان، فرزند محمود فرشچیان بود.

## از نوشته‌های ابوذر ورداسبی
ابوذر ورداسبی: 
«آن یکی یعنی شاه، دیکتاتوری و استثمار و ارتجاع مدرن رو نمایندگی می‌کرد و این یکی یعنی خمینی مظهر ستم و تجاوز در اشکال سنتی و قدیمی آن است، سمبل ارتجاع ضدتاریخی است. ارتجاع ضدتاریخی یعنی چه؟ یعنی نه فقط تلاش می‌کند که جریان انقلاب، چرخ انقلاب را به عقب برگرداند، بلکه مذبوحانه تلاش می‌کند و می‌خواهد که چرخ تاریخ و چرخ زمان را هم به عقب ببرد و به عقب برگرداند… در یک‌کلام سمبل و ثمره روابط و مناسبات و رسومات و اخلاقیات ماقبل سرمایه‌داری است. مادون سرمایه‌داری است، سمبل ارزشهای مادون تمدن جدید است. و به همین جهت جانی تر، و وحشی تر و پلیدتر و ناپاکتر است. و لاجرم ناحق تر و نامشروع تر است».